# Теорема Эрмита
Теорема Эрмита — утверждение о свойствах решений дифференциальных уравнений первого порядка, в которые не входит независимая переменная.

## Формулировка
Если уравнение первого порядка, в которое не входит независимое переменное {\displaystyle z} (то есть вида {\displaystyle P(\omega ^{'},\omega )=0}, алгебраическое относительно неизвестной функции и её производных, то есть {\displaystyle P} -
многочлен относительно {\displaystyle \omega } и {\displaystyle \omega ^{'}}) не имеет критических подвижных точек, то род соответствующей поверхности Римана равен или {\displaystyle 0} или {\displaystyle 1}. В этом случае интеграл уравнения есть либо рациональная функция, либо рационально выражается через показательные или эллиптические функции.

## Пояснения
Особой точкой называется точка, где нарушается аналитичность функции комплексного переменного. Если функция при обходе вокруг особой точки меняет своё значение, то особая точка
называется критической точкой. Особая точка интеграла, положение которой не зависит от начальных данных, определяющих интеграл, называется неподвижной особой точкой и особая точка, положение которой зависит от начальных данных, определяющих интеграл, называется подвижной особой точкой
.

## Доказательство
Доказательство теоремы Эрмита занимает {\displaystyle 2} страницы в книге .